# Амирханян, Роберт Бабкенович
Ро́берт Бабке́нович Амирханя́н (арм. Ռոբերտ Ամիրխանյան; род. 16 ноября 1939, Ереван) — армянский композитор и общественный деятель. Профессор. Народный артист Армянской ССР (1987).

## Биография
- 1964—1969 — композиторское отделение ЕГК.
- 1969—1972 — музыкальный редактор Армянского радио.
- С 1969 — преподаватель Ереванской государственной консерватории.
- 1991 — 2013 — председатель Союза композиторов и музыковедов Армении.
- 1999—2003 — депутат парламента Армении. Член постоянной комиссии по вопросам науки, образования, культуры и молодёжи. Беспартийный.

## Фильмография
- 1968 — Капля мёда (мульт.)

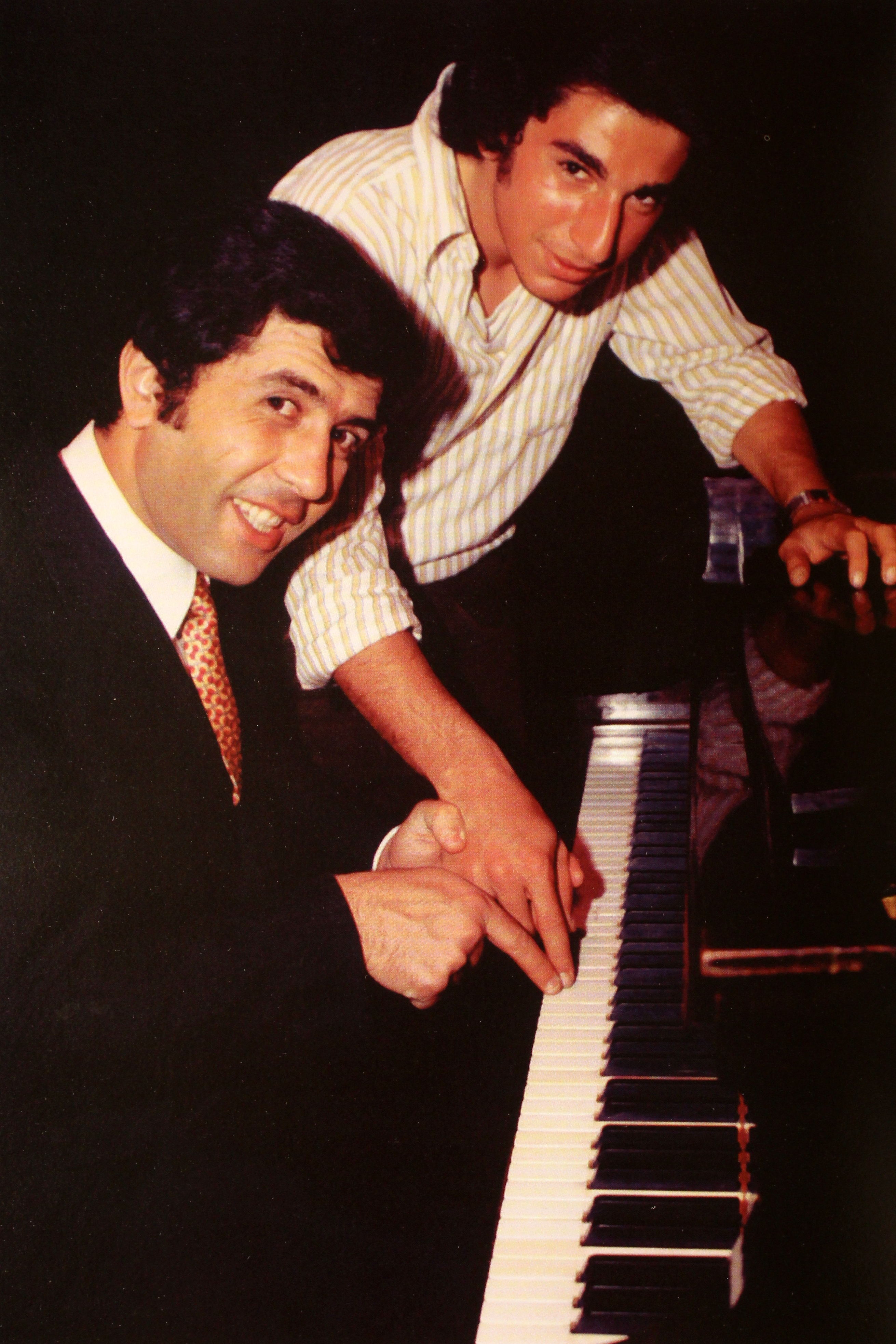
Роберт Амирханян и Сармен Овсепян

- 1969 — Скрипка в джунглях (мульт.)
- 1969 — Мосты через забвение
- 1970 — Назовите ураган «Марией»
- 1970 — Родник Эгнар
- 1971 — Мышонок Пуй-Пуй (мульт.)
- 1972 — Айрик
- 1972 — Мужчины
- 1973 — Терпкий виноград
- 1973 — Неправильное выражение (мульт.)
- 1974 — Ущелье покинутых сказок
- 1974 — Шлёпанцы Абу-Гасана (мульт.)
- 1975 — Рыжий самолёт
- 1976 — И когда ты вернёшься…
- 1977 — Талант
- 1977 — Чтобы этого не случилось (короткометражный)
- 1978 — Звёздное лето
- 1978 — Неудобный человек
- 1980 — Отель «Бабушка» (короткометражный)
- 1980 — Фанос-неудачник (мульт.)
- 1982 — Кто расскажет небылицу (мульт.)
- 1982 — Венец природы
- 1983 — Ух ты, говорящая рыба (мульт.)
- 1983 — Сказка о точных часах
- 1983 — Пожар
- 1983 — Частный случай
- 1984 — В синем море, в белой пене (мульт.)
- 1984 — Происшествие (короткометражный)
- 1984 — Тропинка в небо (короткометражный)
- 1985 — Ишь, ты, масленица! (мульт.)
- 1985 — Капитан Аракел
- 1985 — Золотая подкова
- 1986 — Чоко
- 1986 — Смерть мышонка (мульт.)
- 1986 — Чужие игры
- 1987 — Как дома, как дела?
- 1988 — Тайный советник
- 1989 — Война на нашей улице (мульт.)
- 1989 — Квартира из сыра (мульт.)
- 1990 — На крыльях ветра (мульт.)
- 1991 — Всё хорошо
- 1994 — Топор

## Награды и премии
- Заслуженный деятель искусств Армянской ССР (1984).
- Народный артист Армянской ССР (1987).
- Орден Святого Месропа Маштоца (1998).
- Орден Почёта (15 сентября 2017 года) — по случаю Дня независимости Республики Армения, за значительный вклад в область музыки[1].
- Орден «За заслуги перед Отечеством» 1 степени (22 ноября 2019 года) — за вклад в область музыки и большие заслуги в развитии армянского песенного искусства[2].
- Премия Ленинского комсомола (1980) — за циклы песен 1978—1979 годов.
- Межгосударственная премия СНГ «Звёзды Содружества» за 2010 год[3]
- Государственная премия Республики Армения (2012).
- Медаль «МПА СНГ. 25 лет» (27 марта 2017 года, Межпарламентская ассамблея СНГ) — за заслуги в деле развития и укрепления парламентаризма, за вклад в развитие и совершенствование правовых основ функционирования Содружества Независимых Государств, укрепление международных связей и межпарламентского сотрудничества[4].